# Grande Itália

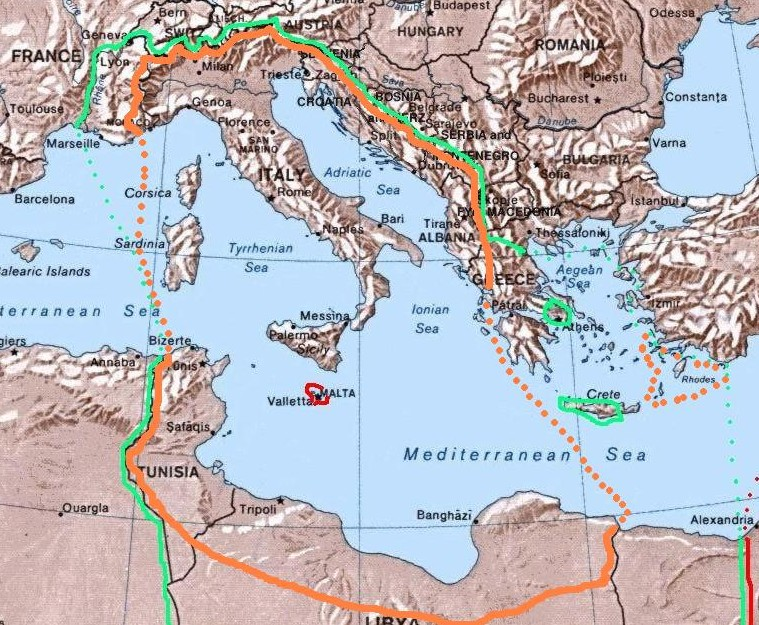
Mapa da "Grande Itália", tal como concebido em 1940: a linha laranja mostra as áreas na Europa e Norte da África a serem incluídos no Projeto 1940. A linha verde mostra a maior extensão de controle militar italiano na zona do Mediterrâneo, em novembro de 1942 (em vermelho as áreas controladas pelos britânicos)

A Grande Itália ou Itália Imperial, foi um projeto ambicioso previsto pela Itália fascista, cujo objetivo era criar um império italiano por meio do expansionismo, além do irredentismo, reivindicava territórios da Córsega, Nice, Dalmácia, Malta, para complementar a região da bacia do Mediterrâneo, territórios coloniais, com populações de imigrantes italianos ou dentro da esfera de influência italiana, como a Albânia, Montenegro, a Tunísia e a Líbia. A intenção era criar um Estado italiano com seções não-italianas que seriam assimiladas e a colonização italiana seria promovida. A expansão desses territórios teria permitido ao Reino de Itália uma oportunidade de reconquistar a posição dominante no mar Mediterrâneo, perdida desde a queda do Império Romano.
A Itália, após a Primeira Guerra Mundial, estava tomada por uma série de convulsões sociais, ressentida ao desprezo com que fora tratada no pós-guerra pelos aliados (uma vez que as medidas do Tratado de Versalhes não lhe foram satisfatórias, pois não atenderam suas pretensões imperialistas e aos seus problemas sociais), que lhe concederam o que considerava "migalhas territoriais insignificantes", havia se curvado à ascensão do fascista Benito Mussolini. O país envolver-se-ia numa aventura imperialista dispendiosa, a conquista da Etiópia em 1935, que esgotou as suas finanças e pouco acrescentou em termos de preparação para uma guerra moderna. O Estado fascista não estava preparado económica e militarmente quando se envolveu no turbilhão da Segunda Guerra Mundial, o que levaria a Itália a diversas derrotas militares e colocaria um fim ao seu projeto imperialista da "Grande Itália", que pretendia ressuscitar o Império Romano.